# Myrtle (Mississippi)
Myrtle é uma cidade  localizada no estado americano de Mississippi, no Condado de Union.

## Demografia
Segundo o censo americano de 2000, a sua população era de 407 habitantes.
Em 2006, foi estimada uma população de 562, um aumento de 155 (38.1%).

## Geografia
De acordo com o United States Census Bureau tem uma área de
1,5 km², dos quais 1,5 km² cobertos por terra e 0,0 km² cobertos por água. Myrtle localiza-se a aproximadamente 117 m acima do nível do mar.

## Localidades na vizinhança
O diagrama seguinte representa as localidades num raio de 24 km ao redor de Myrtle.